# Teoria del tot
La teoria del tot (o ToE per les seues sigles en anglès, Theory of Everything) és una teoria hipotètica de la física teòrica que explica i connecta en una de sola tots els fenòmens físics coneguts i que podria les quatre interaccions fonamentals: forta, dèbil, electromagnetisme i gravitació. De moment solament s'ha aconseguit arribar a la teoria de la gran unificació, que uneix tres de les quatre forces fonamentals (totes menys la gravetat). El diagrama general dels passos per assolir la unificació completa és: 
|  |  |                                |                                |                                |                                |                                |                                | Teoria del tot            |                           |                           |                           |                           |                           |                                                 |                                                 |                                                 |                                                 |                                                 |                                                 |                   |                   |                                  |                                  |                                  |                                  |                                  |                                  |                          |                          |                          |                          |                          |                          |            |            |            |            |            |            |  |  |  |  |
|  |  |                                |                                |                                |                                |                                |                                |                           |                           |                           |                           |                           |                           |                                                 |                                                 |                                                 |                                                 |                                                 |                                                 |                   |                   |                                  |                                  |                                  |                                  |                                  |                                  |                          |                          |                          |                          |                          |                          |            |            |            |            |            |            |  |  |  |  |
|  |  |                                |                                |                                |                                |                                |                                | Gravetat quàntica         |                           |                           |                           |                           |                           |                                                 |                                                 |                                                 |                                                 |                                                 |                                                 |                   |                   |                                  |                                  |                                  |                                  |                                  |                                  |                          |                          |                          |                          |                          |                          |            |            |            |            |            |            |  |  |  |  |
|  |  |                                |                                |                                |                                |                                |                                |                           |                           |                           |                           |                           |                           |                                                 |                                                 |                                                 |                                                 |                                                 |                                                 |                   |                   |                                  |                                  |                                  |                                  |                                  |                                  |                          |                          |                          |                          |                          |                          |            |            |            |            |            |            |  |  |  |  |
|  |  | Curvatura de l'espai           | Curvatura de l'espai           | Curvatura de l'espai           | Curvatura de l'espai           | Curvatura de l'espai           | Curvatura de l'espai           |                           |                           |                           |                           |                           |                           | Força electronuclear (Teoria general unificada) | Força electronuclear (Teoria general unificada) | Força electronuclear (Teoria general unificada) | Força electronuclear (Teoria general unificada) | Força electronuclear (Teoria general unificada) | Força electronuclear (Teoria general unificada) |                   |                   |                                  |                                  |                                  |                                  |                                  |                                  |                          |                          |                          |                          |                          |                          |            |            |            |            |            |            |  |  |  |  |
|  |  | Curvatura de l'espai           | Curvatura de l'espai           | Curvatura de l'espai           | Curvatura de l'espai           | Curvatura de l'espai           | Curvatura de l'espai           |                           |                           |                           |                           |                           |                           | Força electronuclear (Teoria general unificada) | Força electronuclear (Teoria general unificada) | Força electronuclear (Teoria general unificada) | Força electronuclear (Teoria general unificada) | Força electronuclear (Teoria general unificada) | Força electronuclear (Teoria general unificada) |                   |                   |                                  |                                  |                                  |                                  |                                  |                                  |                          |                          |                          |                          |                          |                          |            |            |            |            |            |            |  |  |  |  |
|  |  |                                |                                |                                |                                |                                |                                |                           |                           |                           |                           |                           |                           |                                                 |                                                 |                                                 |                                                 |                                                 |                                                 |                   |                   |                                  |                                  |                                  |                                  |                                  |                                  |                          |                          |                          |                          |                          |                          |            |            |            |            |            |            |  |  |  |  |
|  |  | Cosmologia del model estàndard | Cosmologia del model estàndard | Cosmologia del model estàndard | Cosmologia del model estàndard | Cosmologia del model estàndard | Cosmologia del model estàndard |                           |                           |                           |                           |                           |                           | Model estàndard de les partícules físiques      | Model estàndard de les partícules físiques      | Model estàndard de les partícules físiques      | Model estàndard de les partícules físiques      | Model estàndard de les partícules físiques      | Model estàndard de les partícules físiques      |                   |                   |                                  |                                  |                                  |                                  |                                  |                                  |                          |                          |                          |                          |                          |                          |            |            |            |            |            |            |  |  |  |  |
|  |  | Cosmologia del model estàndard | Cosmologia del model estàndard | Cosmologia del model estàndard | Cosmologia del model estàndard | Cosmologia del model estàndard | Cosmologia del model estàndard |                           |                           |                           |                           |                           |                           | Model estàndard de les partícules físiques      | Model estàndard de les partícules físiques      | Model estàndard de les partícules físiques      | Model estàndard de les partícules físiques      | Model estàndard de les partícules físiques      | Model estàndard de les partícules físiques      |                   |                   |                                  |                                  |                                  |                                  |                                  |                                  |                          |                          |                          |                          |                          |                          |            |            |            |            |            |            |  |  |  |  |
|  |  |                                |                                |                                |                                |                                |                                | Força nuclear forta SU(3) | Força nuclear forta SU(3) | Força nuclear forta SU(3) | Força nuclear forta SU(3) | Força nuclear forta SU(3) | Força nuclear forta SU(3) |                                                 |                                                 |                                                 |                                                 |                                                 |                                                 |                   |                   | Força electrofeble SU(2) x U(1)Y | Força electrofeble SU(2) x U(1)Y | Força electrofeble SU(2) x U(1)Y | Força electrofeble SU(2) x U(1)Y | Força electrofeble SU(2) x U(1)Y | Força electrofeble SU(2) x U(1)Y |                          |                          |                          |                          |                          |                          |            |            |            |            |            |            |  |  |  |  |
|  |  |                                |                                |                                |                                |                                |                                | Força nuclear forta SU(3) | Força nuclear forta SU(3) | Força nuclear forta SU(3) | Força nuclear forta SU(3) | Força nuclear forta SU(3) | Força nuclear forta SU(3) |                                                 |                                                 |                                                 |                                                 |                                                 |                                                 |                   |                   | Força electrofeble SU(2) x U(1)Y | Força electrofeble SU(2) x U(1)Y | Força electrofeble SU(2) x U(1)Y | Força electrofeble SU(2) x U(1)Y | Força electrofeble SU(2) x U(1)Y | Força electrofeble SU(2) x U(1)Y |                          |                          |                          |                          |                          |                          |            |            |            |            |            |            |  |  |  |  |
|  |  |                                |                                |                                |                                |                                |                                |                           |                           |                           |                           |                           |                           |                                                 |                                                 |                                                 |                                                 |                                                 |                                                 |                   |                   |                                  |                                  |                                  |                                  |                                  |                                  |                          |                          |                          |                          |                          |                          |            |            |            |            |            |            |  |  |  |  |
|  |  |                                |                                |                                |                                |                                |                                |                           |                           |                           |                           |                           |                           |                                                 |                                                 | Força feble SU(2)                               | Força feble SU(2)                               | Força feble SU(2)                               | Força feble SU(2)                               | Força feble SU(2) | Força feble SU(2) |                                  |                                  |                                  |                                  |                                  |                                  | Electromagnetisme U(1)EM | Electromagnetisme U(1)EM | Electromagnetisme U(1)EM | Electromagnetisme U(1)EM | Electromagnetisme U(1)EM | Electromagnetisme U(1)EM |            |            |            |            |            |            |  |  |  |  |
|  |  |                                |                                |                                |                                |                                |                                |                           |                           |                           |                           |                           |                           |                                                 |                                                 | Força feble SU(2)                               | Força feble SU(2)                               | Força feble SU(2)                               | Força feble SU(2)                               | Força feble SU(2) | Força feble SU(2) |                                  |                                  |                                  |                                  |                                  |                                  | Electromagnetisme U(1)EM | Electromagnetisme U(1)EM | Electromagnetisme U(1)EM | Electromagnetisme U(1)EM | Electromagnetisme U(1)EM | Electromagnetisme U(1)EM |            |            |            |            |            |            |  |  |  |  |
|  |  |                                |                                |                                |                                |                                |                                |                           |                           |                           |                           |                           |                           |                                                 |                                                 |                                                 |                                                 |                                                 |                                                 |                   |                   |                                  |                                  |                                  |                                  |                                  |                                  |                          |                          |                          |                          |                          |                          |            |            |            |            |            |            |  |  |  |  |
|  |  |                                |                                |                                |                                |                                |                                |                           |                           |                           |                           |                           |                           |                                                 |                                                 |                                                 |                                                 |                                                 |                                                 |                   |                   | Electricitat                     | Electricitat                     | Electricitat                     | Electricitat                     | Electricitat                     | Electricitat                     |                          |                          |                          |                          |                          |                          | Magnetisme | Magnetisme | Magnetisme | Magnetisme | Magnetisme | Magnetisme |  |  |  |  |
|  |  |                                |                                |                                |                                |                                |                                |                           |                           |                           |                           |                           |                           |                                                 |                                                 |                                                 |                                                 |                                                 |                                                 |                   |                   | Electricitat                     | Electricitat                     | Electricitat                     | Electricitat                     | Electricitat                     | Electricitat                     |                          |                          |                          |                          |                          |                          | Magnetisme | Magnetisme | Magnetisme | Magnetisme | Magnetisme | Magnetisme |  |  |  |  |

Inicialment el terme "teoria del tot" s'usava de forma irònica per a referir-se a diverses teories sobregeneralitzades però es va acabar acceptant entre la comunitat científica.
Altres expressions , no del tot sinònimes, emprades per a referir-se al mateix concepte són teoria unificada, gran teoria unificada, teoria de camps unificada i teoria de camp unificat.
Va haver-hi nombroses teories del tot proposades per físics teòrics en el segle passat, però fins ara cap n'ha estat capaç de superar una prova experimental; han tingut tremendes dificultats perquè les seues teories tinguen resultats experimentals estables. El primer problema per a produir una teoria del tot és que les teories acceptades, com la mecànica quàntica i la relativitat general, són radicalment diferents en les descripcions de l'univers: les formes senzilles de combinar-les condueixen ràpidament a la «renormalització» del problema, en què la teoria no ens dona resultats finits per a dades quantitatives experimentals. Finalment, un nombre de físics no espera que la teoria del tot siga descoberta.